# Maciej Gielecki
Maciej Gielecki (ur. 11 grudnia 1956 w Warszawie) – polski działacz społeczny i samorządowy, wojewoda warszawski (1998).

## Życiorys
Studiował na Wydziale Fizyki UW, gdzie uzyskał absolutorium, dyplom magistra zarządzania (z wyróżnieniem senatu) w WSPiZ im L. Koźmińskiego, podyplomowe studia praw i administracji UW.

### Działalność społeczna
Maciej Gielecki pełnił szereg funkcji społecznych:
- przewodniczący Komitetu Obywatelskiego „Solidarność” dzielnicy Ochota w Warszawie
- redaktor dwutygodnika „Nasza Ochota”
- współzałożyciel i prezes Ochockiej Izby Gospodarczej
- współzałożyciel i prezes Instytutu Spraw i Problemów Warszawy
- współfundator Fundacji dla Warszawy Instytut Badań i Rozwoju
- współzałożyciel i wiceprezes stowarzyszenia „Polska Droga”
- współzałożyciel komitetu „Pro Dono Vitae”
- współfundator i prezes Fundacji „Fundusz Przedsiębiorczości Młodych”

### Działalność samorządowa
Funkcje w samorządzie warszawy i woj. mazowieckiego:
- przewodniczący Rady Gminy-Dzielnicy Ochota w Warszawie, Radny Rady Warszawy
- burmistrz Gminy-Dzielnicy Ochota w Warszawie
- radny Gminy Centrum w Warszawie, przewodniczący komisji Budżetu i Finansów
- radny sejmiku województwa mazowieckiego

### Działalność polityczna
- członek Porozumienia Centrum a następnie Zjednoczenia Chrześcijańsko-Narodowego
- członek Rady Prezydenckiej przy Lechu Wałęsie ds. samorządu terytorialnego
- członek założyciel Komitetu Wyborczego BBWR, członek Rady Programowej, pełnomocnik ds. samorządu terytorialnego,

pełnomocnik na woj. warszawskie
- prelegent i organizator kampanii referendalnej na rzecz powszechnego uwłaszczenia
- szef Wojewódzkiego Sztabu Wyborczego Lecha Wałęsy w Warszawie
- pełnomocnik Akcji Wyborczej „Solidarność” na Region Mazowsze
- wojewoda warszawski

### Wojewoda
W 1998 został powołany na urząd wojewody warszawskiego, gdzie pełnił funkcję tylko 9 miesięcy. 